# Кромвель (пьеса)
«Кромвель» (фр. Cromwell) — пятиактная пьеса Виктора Гюго, написанная им 1827 году в подражание историческим драмам Шекспира. При жизни автора не ставилась. Повествует о событиях Английской революции. Повествование вращается вокруг лорда-протектора Оливера Кромвеля.
В силу объёма (6920 строф) пьеса тяжела для постановки. В истории французской литературы осталась как один из первых и ярчайших образчиков романтизма, обозначив радикальный разрыв с классицистическими традициями Расина и Корнеля. Вступление к пьесе считается манифестом французского романтизма.